# 青嶺咀

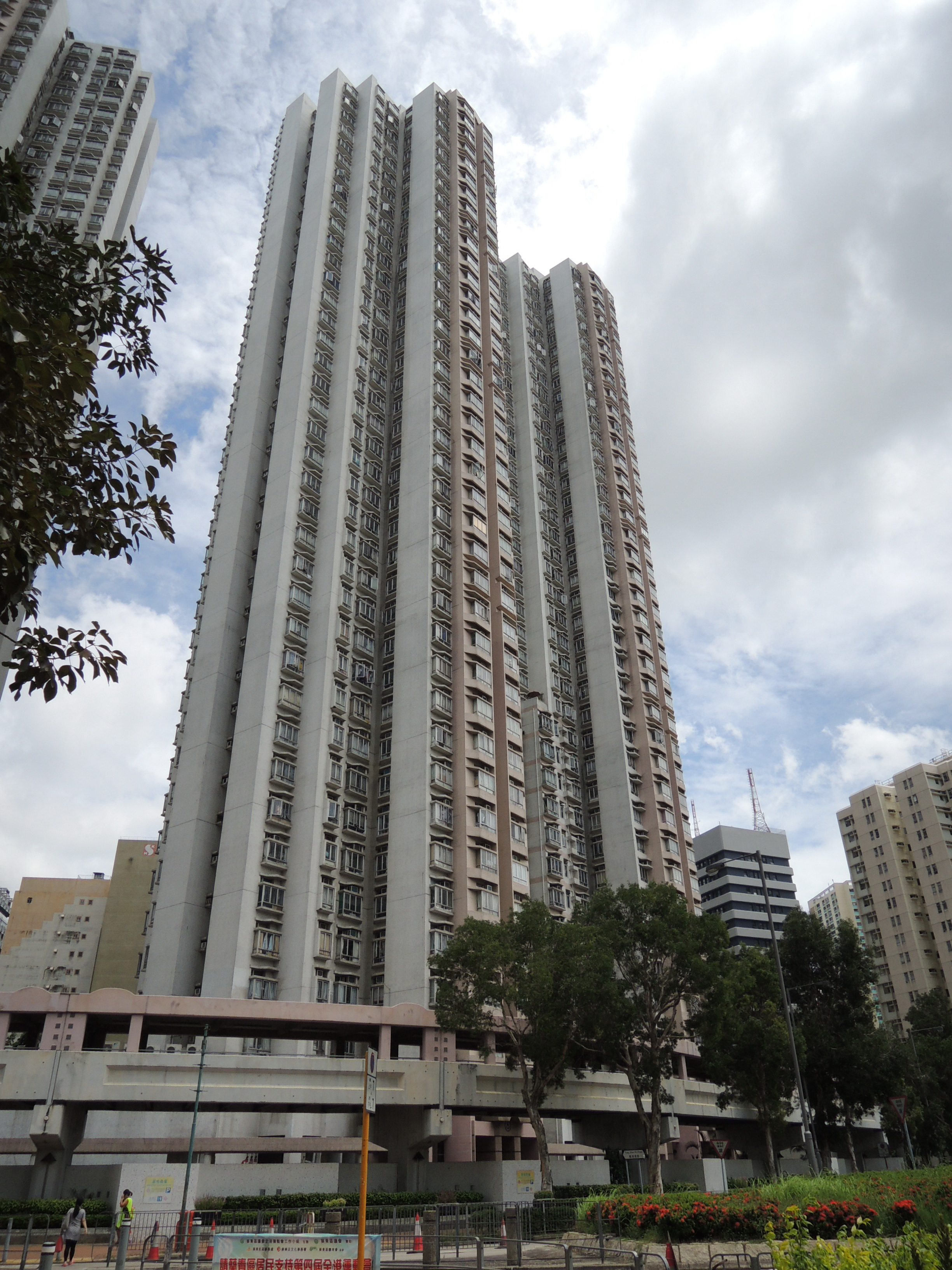
翠怡花園，前方道路為楓樹窩路。

青嶺咀（英語：Tsing Leng Tsui）（亦作青嶺嘴）是香港一個曾經存在過的海角，位於新界青衣島東部，昔日青衣灣的北面，鄰近藍巴勒海峽。填海後，該處曾經是香港水泥的廠房所在地，但隨著住宅林立，以及翠怡花園在該處的落成，該廠遷往島上的牛角灣。